# Nacherzählung
Eine Nacherzählung ist eine in eigenen Worten schriftlich niedergelegte Wiedergabe einer von anderen zuvor verfassten bzw. in Form gebrachten Geschichte. Vorlagen für eine Nacherzählung waren und sind zumeist mündliche Überlieferungen oder bereits in Buchform verbreitete Werke wie Novelle, Roman und Epos.
Die Nacherzählung als Literaturgattung ist ähnlichen Fragestellungen nach der Texttreue unterworfen wie die Übersetzung eines literarischen Textes aus einer anderen Sprache – wenn auch sehr oft unter Inanspruchnahme weit größerer Freiheiten, die wiederum als Leistung eigener Kreativität gewürdigt werden. Vermutlich deshalb werden auch Autoren von Nacherzählungen im Gegensatz zu literarischen Übersetzern nicht selten wie Verfasser von eigenständigen Werken honoriert und auf dem Buchcover genannt.
Im Rahmen des Deutschunterrichts gehören Nacherzählungen kleinerer, mündlich vorgetragener Texte bzw. Auszüge zu den eingeübten und geprüften Schulaufsatz-Formen.

## Wortherkunft und -verwendung
Im Grimmschem- bzw. Deutschem Wörterbuch wird zu „Nacherzählung“ lediglich ausgeführt: „f. das nacherzählen und das nacherzählte“. und unter dem Stichwort zum Verb „nacherzählen“ heißt es mehrdeutig: „verb.: einem etwas nacherzählen, nach seinem berichte es erzählen.“, dem unkommentiert das Zitat von Friedrich Schiller angefügt ist: „ihm etwas (gewöhnlich schlimmes) nachsagen.“
Der aktuelle Duden (2007) hingegen definiert „Nacherzählung“ eindeutig wie folgt: „Nach|er|zäh|lung, die; -, -en: in eigenen Worten verfasste Niederschrift von einer Geschichte o. Ä., die man gelesen, gehört hat“
Dem entspricht dann auch folgerichtig der Eintrag zum Verb „nacherzählen“: „nach|er|zäh|len <sw. V.; hat>: (etw. Gelesenes, Gehörtes) in eigenen Worten wiedergeben.“ Es ist jedoch fraglich, inwieweit die allgemein gehaltene Definition des Verbs „nacherzählen“ sich neben der schriftlichen Nacherzählung auch (noch) auf ein mündliches Nacherzählen bezieht, das nicht literarisch oder schulisch ambitioniert ist. Für das private Weitererzählen einer Geschichte vom Hörensagen wird heutzutage der Begriff „nacherzählen“ umgangen und stattdessen eher u. a. „berichten“, „erzählen“ oder wertend „behaupten“ gebraucht.